# Bay Bulls
Bay Bulls is een gemeente (town) in de Canadese provincie Newfoundland en Labrador. De gemeente ligt aan de oostkust van het schiereiland Avalon in het zuidoosten van het eiland Newfoundland.

## Demografie
Demografisch gezien zijn de meeste kleine dorpen op Newfoundland reeds jarenlang aan het krimpen. Als onderdeel van de Metropoolregio St. John's kent Bay Bulls sinds het begin van de 21e eeuw echter een positiever demografisch beeld. Tussen 2001 en 2021 steeg de bevolkingsomvang er van 1.014 naar 1.566. Dat komt neer op een stijging van 54,4% in twintig jaar tijd.
| Demografische ontwikkeling van Bay Bulls tussen 1951 en 2021               |
| -------------------------------------------------------------------------- |
|                                                                            |
| Bron: Statistics Canada (1951–1986, 1991–1996, 2001–2006, 2011–2016, 2021) |

### Taal
In 2021 had ruim 99% van de inwoners van Bay Bulls het Engels als moedertaal; alle anderen waren die taal machtig. Hoewel niemand het Frans als moedertaal had, waren er 40 mensen die die andere Canadese landstaal konden spreken (2,6%). Zo'n 30 inwoners waren een andere taal dan het Engels of Frans machtig.

## Zie ook

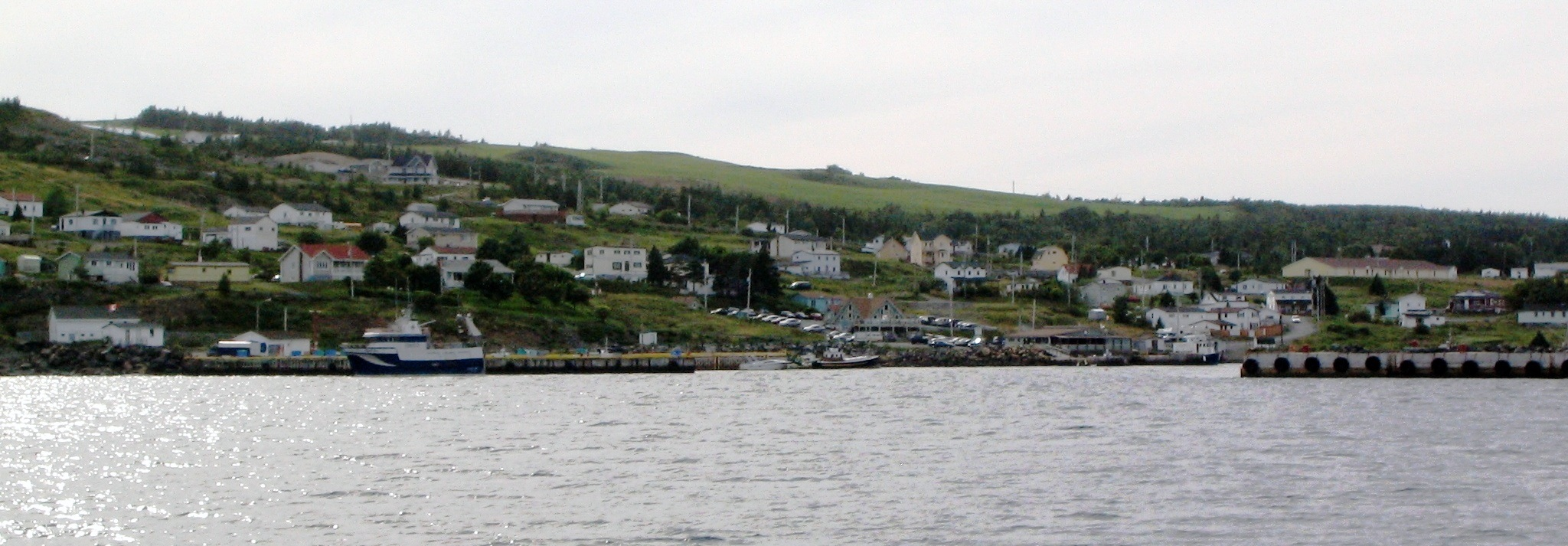
Zicht op Bay Bulls (zomer 2006)